# Cushamen (Chubut)
Cushamen is een plaats in het Argentijnse bestuurlijke gebied Cushamen in de provincie Chubut. De plaats telt 580 inwoners.
Cushamen betekent 'plaats van eenzaamheid' in de Mapudungun-taal.